# White flight
Le white flight (en français, la « fuite des blancs ») est la migration des personnes d'origine européenne hors des zones urbaines à fort taux d'immigrés. Le terme est né aux États-Unis, où le phénomène, qui a commencé dans les années 1960, a été précisément décrit, mais il est également visible dans la plupart des pays d'immigration. 

## Histoire du concept et études
Durant les années 1970, un certain nombre de démographes et sociologues mettent en évidence le départ des populations blanches des centres-villes pour s’installer dans les banlieues ou même au-delà des aires métropolitaines. Dans le même temps, et en s’appuyant sur ce constat, Thomas Schelling introduit une nouvelle conception de la ségrégation comme conséquence d’un ensemble de « comportements individuels discriminatoires, ». Il explique que l’arrivée d’immigrés dans le centre des villes a favorisé la migration des populations intégrées à l’extérieur des villes. L’une des explications avancées parmi les chercheurs est celle d’une fuite des blancs (white flight), parfois appelé évitement ethnique (cultural avoidance). Cette théorie, dont les expressions empiriques ont confirmé la validité suppose l’existence d’un « seuil de tolérance raciale » dans la population majoritaire. Lorsque ce seuil est franchi, ces derniers quittent leur quartier pour s’installer dans un endroit où la proportion de personnes racialisées est plus faible. De même, lorsqu’il s’agit de choisir un lieu de résidence, les Blancs appliquent implicitement à leurs choix un niveau de tolérance racial qui favorise mécaniquement la concentration des populations. À ce titre, plus de 70 % des Blancs déménageraient si un grand nombre de Noirs venaient à s’installer dans leur quartier. 
Le white flight s'explique également par la volonté des populations blanches de fuir les quartiers pauvres avec un fort taux de criminalité.
Les travaux sur l'évitement des Blancs dans la littérature sur la ségrégation révèlent ainsi que les Blancs ont tendance à se déplacer vers des quartiers moins diversifiés que les minorités, tandis que les Blancs qui n'aiment pas la diversité préfèrent les quartiers moins diversifiés. Une étude réalisée au Royaume Uni montre que les répondants britanniques blancs déménagent dans des quartiers moins diversifiés que les minorités, même en tenant compte des facteurs socio-économiques. Pourtant, ce départ des populations blanches ne semble lié qu'indirectement à l'opposition des Blancs à la diversité. En effet, les Blancs pro et anti-immigration choisissent des zones plus blanches pour s'installer que les minorités, mais le font à des taux similaires.

## En France
Toutefois on peut dresser un parallèle avec La France périphérique : pour certaines grandes villes, notamment Paris et sa petite couronne, les populations modestes blanches sont parties s'installer en lointaine banlieue voire dans la campagne, alimentant le phénomène de périurbanisation, tandis qu'elles ont été remplacées par des populations précaires d'origine immigrée ou par des populations plus riches. Parfois - c'est le cas notamment du quartier parisien de Belleville ou encore de celui de Barbès - la population d'origine, des classes moyennes blanches, est d'abord remplacée par des populations précaires d'origine immigrée, qui sont ensuite chassées vers la banlieue par la hausse des prix engendrée par la gentrification. 
En France, en dépit des difficultés liées à de telles études dues au fait que les données sur l’ascendance (pays et nationalité de naissance des parents) ne sont collectées que dans les grandes enquêtes de l’Insee et ce uniquement depuis une dizaine d’années[Quand ?] et non dans les recensements, on observe une augmentation des concentrations ethniques depuis la fin des années 1960. Alors que la « proportion de jeunes d’origine étrangère est restée relativement stable, en moyenne, dans les communes de moins de 10 000 habitants, elle s’est considérablement accrue dans les communes d’au moins 30 000 habitants où elle approche ou dépasse 35 %, en moyenne, en 2011. » Elle est loin de ne toucher que les plus grandes métropoles. Ainsi, la ville de Blois voit sa proportion de jeunes d’origine étrangère passer de 5 % en 1968 à 40 % en 2011.
À l'intérieur d'une même ville, la ségrégation peut être plus ou moins marquée selon les quartiers où les populations d’origine étrangère sont anormalement concentrées ou non dans certains quartiers. À Mantes-la-Jolie, la proportion de jeunes d’origine non européenne est de 61 % mais dépasse 85 % dans certains iris (unité territoriale de base du recensement) et reste inférieure ou égale à 30 % dans d’autres. La commune de Clichy-sous-Bois, est celle où la concentration ethnique est la plus élevée.
Toutefois, certains auteurs, comme Eric Charmes, nuancent ce rapprochement fait entre le white flight à l'américaine, où la question raciale est très présente, et la situation en France. Il lui semble important de rappeler que le phénomène de périurbanisation, et l'exclusion des classes les plus pauvres qu'il peut engendrer, relève d'autres préoccupations plus économiques que simplement ethnicistes.

## Au Royaume-Uni
Le phénomène a été également bien étudié au Royaume-Uni. Pour la démographe Michèle Tribalat, l'une des explications est que « les processus de concentration et de ségrégation sont très anxiogènes pour les autochtones lorsqu’ils deviennent minoritaires et voient se transformer leur environnement. ». En 2016, Blackburn a des quartiers dont 95 % des habitants sont originaires de minorités ethniques. À Slough, la population « blanche » est passée de 58,3 % en 2001 à 34,5 % en 2011. Dans le quartier de Savile Town de Dewsbury, le dernier recensement a dénombré que seules 48 des 4 033 personnes vivant dans la commune étaient des Blancs britanniques.